# Lukovit
Lukovit (bulharsky Луковит) je město ležící na centrálním severu Bulharska, v údolí na úpatí Předbalkánu. Město je správním střediskem stejnojmenné obštiny a má přibližně 9 200 obyvatel.

## Historie
Nejstarší stopy lidského osídlení na území obce pocházejí z doby 2. až 3. tisíciletí před naším letopočtem. Žili tu Thrákové, Římané a později Bulhaři, jak svědčí nálezy náramků, bronzových seker, mincí, keramiky, šperků, částí kamenných sloupů, ručních mlýnků atd. V okolí města byl v roce 1953 objeven thrácký stříbrný poklad datovaný do druhé poloviny 4. století př. n. l.
Z osmanského soupisu z 15. století je známo, že v roce 1430 existovala ves Gürne Lukoviç, která patřila do kazy Mromorniça a pravděpodobně vznikla během druhé bulharské říše. Další zápis z roku 1495 uvádí, že obec čítá 39 domů. Podle osmanských archivů se v roce 1516 začal v Lukovitu šířit islám, nicméně nebyl plně islamizován, protože existují důkazy, že v roce 1860 zde stálo 250 pomackých a 260 křesťanských domů. Po vzniku Bulharského knížectví začali Pomakové obec opouštět, takže jich tu v roce 1893 žilo jen 133.
V letech 1889 až 1890 se Lukovit stal správním střediskem oblasti s 16 obštinami a 23 vesnicemi. V roce 1898 se Lukovit stal městem, které zabezpečovalo veškerou správní agendu jako samosprávu, soud a berní úřad, a fungovala zde nemocnice, škola, nižší a vyšší gymnázium a komunitní středisko. Byla zde postavena jedna z prvních vodních elektráren v Bulharsku.

## Obyvatelstvo
Ve městě žije 9 298 obyvatel a je zde trvale hlášeno 10 175 obyvatel. Podle sčítání 1. února 2011 bylo národnostní složení následující:
- Bulhaři: 6 171 (73.6 %)
- Romové: 1 971 (23.5 %)
- Turci: 158 (1.9 %)
- ostatní: 83 (1.0 %)